# Соник: Филмът 3
„Соник: Филмът 3“ (на английски: Sonic the Hedgehog 3) е екшън-приключенски комедиен филм от 2024 г., базиран на едноименната поредица видеоигри от „Сега“. Той е продължение на „Соник: Филмът“ (2020) и „Соник: Филмът 2“ (2022), а режисьор е Джеф Фаулър. Джеймс Марсдън, Бен Шуорц, Тика Съмптър, Колийн О'Шонеси, Лий Маджуб, Идрис Елба и Джим Кери се завръщат в ролите си от първите два филма от поредицата, а Киану Рийвс се присъединява в актьорския състав.
Плановете за третия филм на „Соник“ са обявени през февруари 2022 г. по време на едно събитие от ViacomCBS преди премиерата на втория филм.
Премиерата на филма се състои в Лондон на 10 декември 2024 г. и излиза по кината в Съединените щати в разпространение от „Парамаунт Пикчърс“ на 20 декември 2024 г.

## Актьорски състав

### Озвучаващ състав в оригинала
- Бен Шуорц – Соник[3]
- Колийн О'Шонеси –Майлс Прауър Тейлс[3]
- Идрис Елба – Нъкълс[3]
- Киану Рийвс – Шадоу[4]

### Игрален състав
- Джим Кери – Доктор Айво Роботник, луд учен и враг на Соник, Тейлс и Нъкълс.[3] Кери играе също Джералд Роботник, дядото на Айво.
- Джеймс Марсдън – Том Уаковски, осиновения баща на Соник, Тейлс и Нъкълс, и шериф в Грийн Хилс, Монтана.[3]
- Тика Съмптър – Мади Уаковски, съпруга на Том, осиновена майка на Соник, Тейлс и Нъкълс, и ветеринарка в Грийн Хилс.[3]
- Лий Маджуб – Агент Стоун, асистент на Роботник[3]
- Кристен Ритър – Директор Рокуел
- Наташа Ротуел – Рейчъл, сестра на Мади
- Шемар Мур – Рандъл Хадъл, съпруг на Рейчъл и агент на Г.Ъ.Н.
- Адам Пали – Уейд Уипъл, приятел на Нъкълс
- Ейла Браун – Мария Роботник, братовчедка на Айво Роботник, внучка на Джералд Роботник, както и приятелка на Шадоу.[5]
- Том Бътлър – Командир Уолтърс[3]
- Джеймс Уолк – младият командир Уолтърс през 1974 г.
- Джорма Таконе – Кайл Лансботъм
- София Пърнас – Габриела[3]
- Кристо Фернандез – Хуан и Пабло[3]

## Производство
На 6 март 2020 г. Джеймс Марсдън потвърждава, че е подписал договор за множество продължения. През април 2022 г. Джим Кери, който изиграва д-р Роботник във филмите, съобщава, че се оттегля от актьорството.
През февруари 2024 г. е официално потвърдено, че Кери се завръща с ролята си за филма, заедно с Марсдън, Бен Шуорц, Тика Съмптър, Колийн О'Шонеси, Идрис Елба, Лий Маджуб и Том Бътлър. На 15 април 2024 г. е обявено, че Киану Рийвс ще озвучи Сянката.

## Музика
През декември 2023 г. вокалистът на „Кръш 40“ – Джони Джоели, е в преговори да предостави песента Live & Learn от видеоиграта Sonic Adventure 2 (2001) във филма. През януари 2024 г. е обявено, че Том Холкенборг, който композира музиката за двата филма, ще се завърне за филма. На следващия месец Джоели съобщава, че песента Live & Learn ще бъде предоставена във филма.

## Премиера
Премиерата на филма се проведе в Китайския театър, Лос Анджелис на 16 декември 2024 г., и излиза по кината в Съединените щати в разпространение от „Парамаунт Пикчърс“ на 20 декември 2024 г.

## В България
В България филмът излиза по кината на 25 декември 2024 г. в разпространение от „Форум Филм България“.

## Филми от поредицата за „Соник“
Поредицата „Соник“ включва 3 филма:
- „Соник: Филмът“ (2020)
- „Соник: Филмът 2“ (2022)
- „Соник: Филмът 3“ (2024)